# Nesvady
Nesvady (in ungherese Naszvad) è un comune della Slovacchia facente parte del distretto di Komárno, nella regione di Nitra.